# برگه ذرت
برگه ذرت یا کورن‌فلکس (به انگلیسی: Corn flakes) یا برشتوک یکی از صبحانه‌های رایج در دنیاست که با ذرت درست می‌شود و جزو غلات صبحانه محسوب می‌شود. برگه ذرت برای نخستین بار توسط جان هاروی کلاگ آمریکایی درست شد.
کورن فلکس یا کورن فلکس، یک غلات صبحانه است که از برشته کردن تکه‌های ذرت (ذرت) تهیه می‌شود.  این غلات که در اصل با گندم تهیه می‌شد، توسط ویل کلاگ در سال ۱۸۹۴ برای بیمارانی در بیمارستان بتل کریک، جایی که او با برادرش جان کلاگ که سرپرست آن بود، کار می‌کرد، ایجاد شد.  غلات صبحانه در بین بیماران محبوب شد و کلاگ متعاقباً شرکتی را آغاز کرد که به شرکت کلاگ تبدیل شد تا برای عموم مردم دانه‌های ذرت تولید کند. حق ثبت اختراع برای این فرآیند در سال ۱۸۹۶، پس از درگیری حقوقی بین دو برادر، اعطا شد.

## تاریخچه
خطای لوآ در پودمان:Multiple_image در خط 173: attempt to perform arithmetic on local 'totalwidth' (a nil value).
صنعت غلات صبحانه‌ای در اواخر سده ۱۹ هم‌زمان با تلاش‌هایی که برای تغییر رژیم غذایی مردم آمریکا و افزایش تعداد محصولات غذایی به عمل می‌آمد، شکل گرفت.
هر چند خوردن صبحانه مهم‌ترین بخش برنامه غذایی انسان است، اما امروزه به دلیل کمبود وقت و عجلهٔ افراد برای خروج از منزل در هنگام صبح، بسیاری از مردم موفق به خوردن کامل آن نمی‌شوند، بنابراین تولیدکنندگان غلات صبحانه‌ای تلاش می‌کنند محصولاتی مغذی و خوش‌مزه و با قیمتی مناسب تولید کنند.
گندم، ذرت، برنج، جو دوسر و جو دانه‌های اصلی مورد استفاده در «غلات صبحانه» هستند. بافت و طعم خوب از مهم‌ترین خصوصیات این محصولات است.

## مواد تشکیل دهنده
هر چند بعضی از این تولیدات، حاوی غلات بدون سبوس و قند هستند، اما با ویتامین‌ها و مواد مغذی دیگری غنی شده‌اند.
با این حال اغلب کارشناسان تغذیه، استفاده از غلات سبوس دار را به دلیل فیبر موجود در آن‌ها و جلوگیری از سرطان، بیماری‌های قلبی و دیابت توصیه می‌کنند. ضمن آن که غلات منابع طبیعی ویتامین‌های B6، اسید فولیک، اسیدپنتوتنیک و منابع خوب روی، آهن، منگنز و مس هستند.
روغن‌های گیاهی غنی از ویتامین E و اسیدلینولئیک (اسید چرب ضروری) هستند. اگر پروتئین غلات طی فرایند آن‌ها حفظ شود، می‌تواند اثری مثبت بر رژیم غذایی داشته باشد. کارشناسان تغذیه مصرف ۲۰ تا ۳۵ گرم فیبر را در روز از طریق مصرف غلات سبوس دار، میوه‌ها و سبزی‌ها توصیه می‌کنند.
مطالعات علمی نشان داده‌است که فیبرهای محلول و غیرمحلول جزو ضروریات رژیم غذایی انسان هستند. فیبر محلول می‌تواند کلسترول خون را کاهش دهد و فیبر نامحلول در جلوگیری از یبوست، سرطان روده و دیابت مؤثر است. اکثر غلات سبوس دار حاوی حداقل ۴ گرم فیبر در دانه‌های خود هستند که از حدود ۲ درصد (در ذرت) تا ۱۱ درصد (در گندم) متغیر است.
کاهش کلسترول مورد تأیید سازمان غذا و داروی آمریکا نیز قرار گرفته‌است. بر اساس مطالعات انجام شده، با مصرف روزانه جو دو سر، کلسترول خون افراد تا ۱۸ درصد کاهش می‌یابد.

## فواید

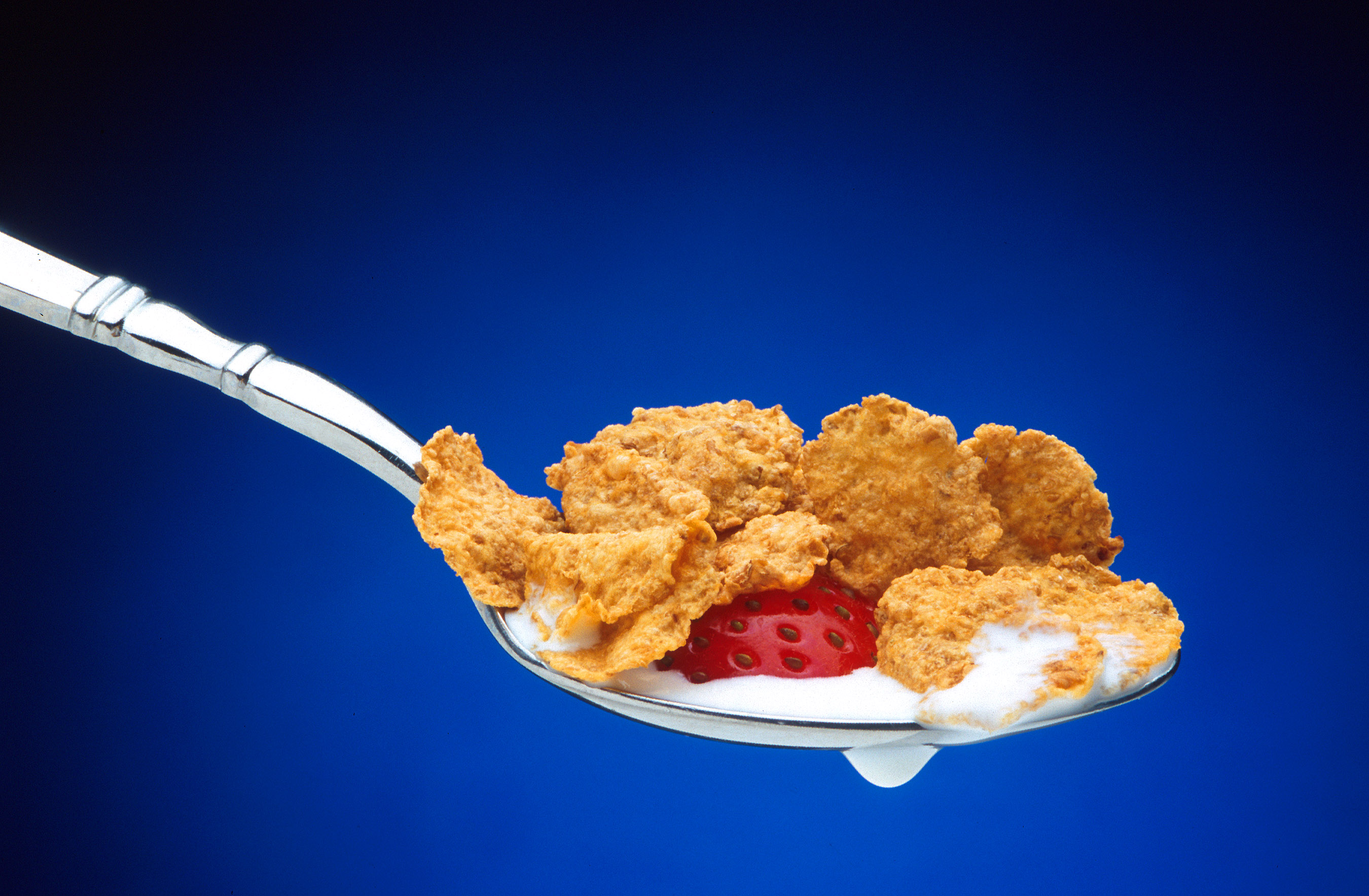
برگه ذرت یا کورن‌فلکس

نخستین و مهم‌ترین فایده غلات صبحانه، آماده کردن و مصرف آسان و سریع آن است. از طرف دیگر، بسیاری از بچه‌ها تحت هیچ شرایطی حاضر نمی‌شوند صبحانه بخورند اما وقتی چشم شان به این خوراکی جذاب، مخصوصاً انواع شکلاتی آن می‌افتد، دیگر نمی‌توانند در برابر خوردن صبحانه  مقاومت کنند و سریع به سمت میز غذا می‌آیند! راستش را بخواهید، اصلاً هدف از تولید این محصول هم دسترسی آسان و جلب نظر افراد بدغذا و خصوصاً بچه‌ها به صبحانه بوده‌است.
در ضمن، چون معمولاً غلات صبحانه، همراه با شیر مصرف می‌شوند، می‌توان آن را به عنوان یک وعده کامل و مغذی به جای صبحانه محسوب کرد. اما این را فراموش نکنید که توصیه ما همیشه به مصرف صبحانه است و اگر کسی وقت لازم برای تهیه صبحانه را نداشت یا فرزندش واقعاً برای خوردن صبحانه معمولی بدقلقی کرد، می‌تواند سراغ غلات صبحانه برود وگرنه جایگزین کردن کامل این محصول به جای صبحانه، اصلاً مورد تأیید و تأکید ما نیست".